# Thierry Tonnellier
Thierry Tonnellier (* 28. Dezember 1959 in Montreuil) ist ein ehemaliger französischer Mittelstreckenläufer, der sich auf die 800-Meter-Distanz spezialisiert hat. 1983 und 1986 gewann er jeweils die Bronzemedaille über 800 Meter bei Halleneuropameisterschaften.

## Sportliche Laufbahn
Erste internationale Erfahrungen sammelte Thierry Tonnellier vermutlich im Jahr 1983, als er bei den Halleneuropameisterschaften in Budapest in 1:47,68 min die Bronzemedaille im 800-Meter-Lauf hinter dem Spanier Colomán Trabado und Peter Elliott aus dem Vereinigten Königreich gewann und damit einen französischen Hallenrekord aufstellte. 1985 schied er bei den Halleneuropameisterschaften in Piräus mit 1:50,13 min im Halbfinale aus und im Jahr darauf gewann er bei den Halleneuropameisterschaften in Madrid in 1:49,51 min erneut die Bronzemedaille, diesmal hinter dem Westdeutschen Peter Braun und Colomán Trabado aus Spanien. 1987 belegte er bei den Mittelmeerspielen in Latakia in 1:52,28 min den sechsten Platz und beendete daraufhin seine aktive sportliche Karriere im Alter 28 Jahren.

## Persönliche Bestleistungen
- 800 Meter: 1:47,10 min, 6. Juni 1984 in Saint-Maur-des-Fossés
  - 800 Meter (Halle): 1:47,68 min, 5. März 1983 in Budapest